# Perdidos en la noche
Perdidos en la noche è un film del 2023 diretto da Amat Escalante. L'attrice protagonista è Ester Expósito.

## Trama
Emiliano, un ragazzo che vive in una piccola città mineraria in Messico, è alla ricerca dei responsabili della scomparsa di sua madre, un'attivista che si batteva per le imprese locali contro una multinazionale mineraria. Non ricevendo alcun aiuto dalla polizia o dal sistema giudiziario, trova un indizio che lo conduce alla ricca famiglia Aldama, composta da un rinomato artista, la sua moglie famosa e la loro bellissima figlia. Non passa molto tempo prima Emiliano che trovi un lavoro a casa loro, determinato a scoprire i segreti che celano.

## Promozione
Il trailer del film è stato pubblicato online l'11 maggio 2023.

## Distribuzione
Il film è stato presentato in anteprima il 18 maggio 2023 al 76º Festival di Cannes, nella sezione non competitiva "Cannes Première".